# Bahnhof Züssow
Der Bahnhof Züssow ist ein Trennungsbahnhof der gleichnamigen Gemeinde im mecklenburg-vorpommerschen Landkreis Vorpommern-Greifswald. Er befindet sich am Streckenkilometer 191,9 der Angermünde-Stralsunder Eisenbahn und ist Ausgangspunkt einer Zweigbahn nach Wolgast.

## Lage und Aufbau

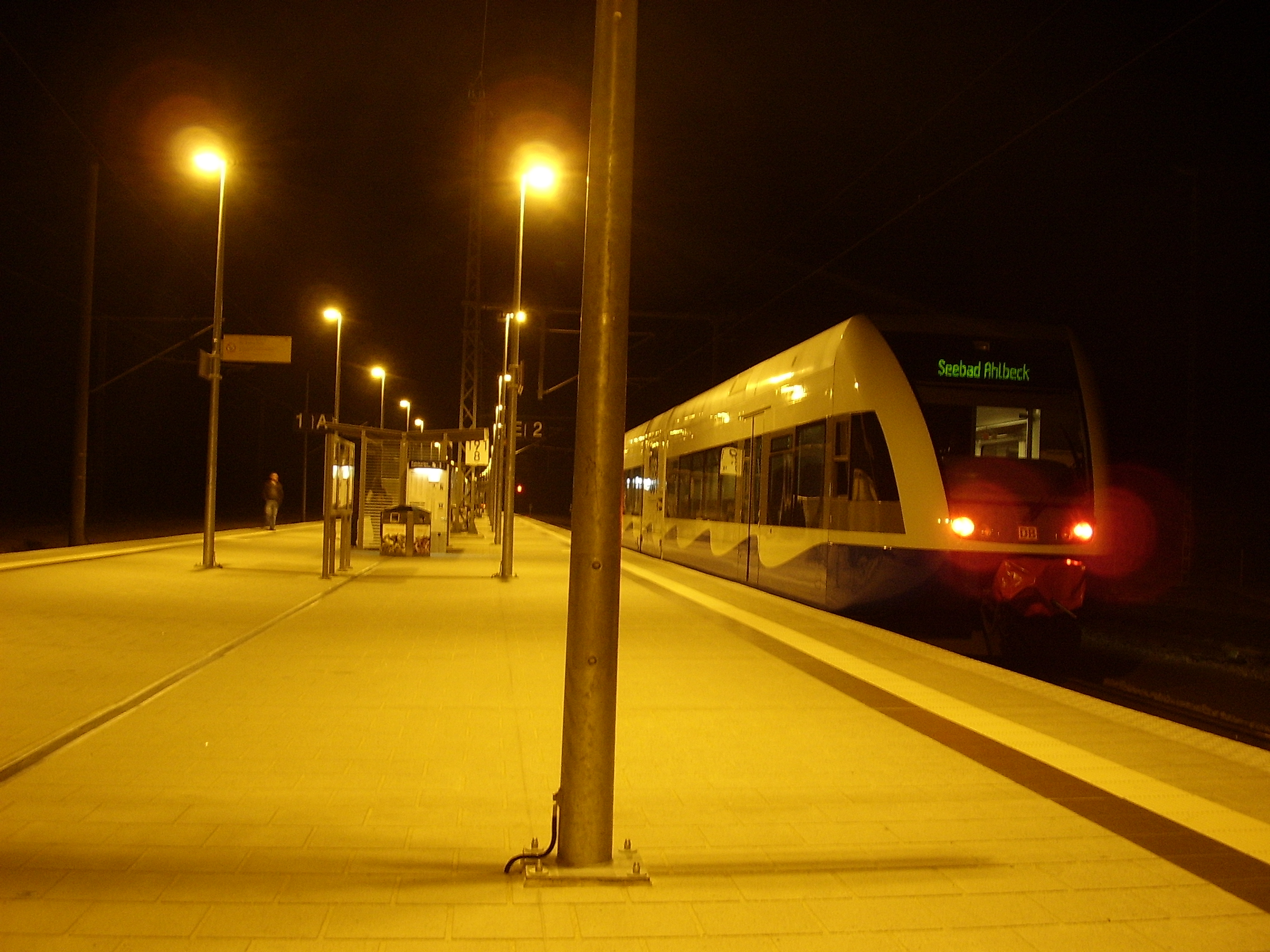
Bahnsteig und UBB-Zug bei Nacht

Der Bahnhof befindet sich südöstlich des Züssower Dorfkerns an der Kreuzung der Angermünde-Stralsunder Eisenbahn mit der Bundesstraße 111. Die Zweigbahn nach Wolgast fädelt südlich mit einem Bogen nach Osten aus der Strecke aus.
Die Anlage verfügte ursprünglich über drei Bahnsteiggleise. Gleis 1 war für die Zweigbahn nach Wolgast, Gleis 2 befand sich am Hausbahnsteig und Gleis 3 als Zwischenbahnsteig an den Hauptgleisen. Hinzu kamen diverse Güter- und Ladegleise.

## Geschichte
Der Bahnhof wurde zusammen mit dem Streckenabschnitt Anklam–Stralsund und der Zweigbahn Züssow–Wolgast am 1. November 1863 eröffnet. Gleichzeitig ging die Bahnstrecke nach Wolgast in Betrieb. Der Betrieb wurde bis 1879 von der Berlin-Stettiner Eisenbahn-Gesellschaft durchgeführt. Das Empfangsgebäude wurde für den Umsteigeverkehr größer gestaltet als bei den normalen Durchgangsstationen. Ferner baute die Gesellschaft einen Pferdestall für den ansässigen Landadel.
Für den Aufenthalt der Reisenden sowie für die Anwohner wurde im Empfangsgebäude eine größere Bahnhofsgaststätte sowie ein Wartesaal eingerichtet. Neben dem Gebäude wurde eine Toilettenanlage gebaut.
An der Abzweigung nach Wolgast steht noch heute ein damals errichteter Stellwerksturm. Links und rechts des Bahnhofsvorplatzes sind je zwei Wohngebäude für die Bahnangestellten vorhanden, die nach und nach freigezogen wurden und jetzt leer stehen.
Gegenüber dem Hauptgebäude am Vorplatz steht ein relativ großer Postbau, der zur Bauzeit des Bahnhofes mit eingerichtet wurde, weil die Post in Richtung Wolgast und Usedom per Bahn transportiert wurde. Mit dem Aufkommen des Post-Kraftfahrverkehrs wurde das Gebäude zum Wohngebäude umgebaut.
Alle Gebäude des Bahnhofes wurden in Klinkerbauweise errichtet, gemäß der damals typischen Bahnhofs- und Postarchitektur. Die Güterschuppen wurden ebenfalls in Klinkerbauweise errichtet, jedoch kombiniert mit Fachwerk.
Mit der Eröffnung der Greifswald-Jarmener Kleinbahn bestand ab 1897 eine weitere Schienenverbindung. Die GJK hatte einen eigenen Bahnhof gegenüber dem Hauptgebäude. Es war eine Auffahrtrampe vorhanden, mit der die Fahrzeuge der Kleinbahn auf Plattformwagen der Staatsbahn verladen werden konnten. Die vor allem dem Güterverkehr dienende Schmalspurbahn wurde bis 1945 betrieben. Alle Fahrzeuge und die Gleise wurden dann zu Reparationszwecken für die UdSSR demontiert und abtransportiert. Von den Anlagen der Kleinbahn ist streckenweise der Bahnkörper vorhanden, der als Rad- und Wanderweg genutzt wird.
Der Bahnhof Züssow wurde nach dem Krieg wichtiger Verladebahnhof für den VEB Landmaschinenbau Gützkow sowie für die Werft und andere Betriebe in Wolgast. Ende der 1970er Jahre wurden tausende Militärkraftfahrzeuge (URAL, GAZ, KRAS usw.) als Import aus der UdSSR für die NVA der DDR hier entladen. Sie wurden im Gützkower Betrieb, der inzwischen als Betriebsteil dem VEB Reparaturwerk Neubrandenburg angegliedert wurde, für die hiesige Straßenverkehrsordnung umgerüstet.
In den 1960er Jahren wurde der alte Stellwerksturm stillgelegt und an der Kreuzung der Gleise mit der B 111 ein neues Stellwerk gebaut.
Ebenso war seit den 1960er Jahren südlich von Züssow eine Verbindungskurve geplant, um eine direkte Fahrt von Zügen aus Richtung Süden in Richtung Wolgast unter Auslassung des Bahnhofes Züssow ermöglichen sollte. Obwohl diese nur wenige hundert Meter lang gewesen wäre und den Betrieb wegen zahlreicher Fernverbindungen zwischen Wolgast und dem Süden der DDR erheblich vereinfacht hätte, kam dieses Projekt bis zum Ende der DDR nicht über das Planungs-Stadium hinaus. Die veränderten Verkehrsströme nach 1989 haben dieses Projekt jedoch grundsätzlich entbehrlich gemacht.
In den Jahren 2002/03 wurden der Hausbahnsteig und der Anschlussbahnsteig geschlossen und südöstlich ein neuer Mittelbahnsteig eröffnet, der über einen technisch gesicherten Reisendenübergang erreichbar ist. Dieser Bahnsteig ist 320 Meter lang und mehr als zehn Meter breit. Nachdem der Bahnhof im Dezember 2006 an das elektronische Stellwerk angeschlossen wurde, gibt es nur noch zwei durchgehende Hauptgleise sowie ein bahnsteigloses Überholgleis. Nordwestlich von diesem wurde eine Kehranlage für hier endende Züge der Linie RB 23 errichtet. Diese befindet sich nördlich des Bahnsteiges. Hinzu kommt ein Auszieh- und ein Nebengleis. Die Gesamtlänge aller Gleise beträgt mit knapp 4300 Meter heute etwa zwei Drittel der Länge vor 2006.
Fahrkartenschalter und Diensträume der Bahn wurde zu dieser Zeit geschlossen und durch voll technisierte Anlagen ersetzt. Die Gaststätte überdauerte noch einige Zeit und wurde etwas später geschlossen. Das Stellwerk an der B 111 überdauerte die Zeit nicht, es wurde nach 2008 abgerissen. Zur gleichen Zeit wurde die marode Bahnsteigüberdachung am Empfangsgebäude abgerissen.
Nach 2010 wurde der Bahnhofsvorplatz einschließlich der Parkplätze neu gestaltet und die Zugangswege neu geregelt.

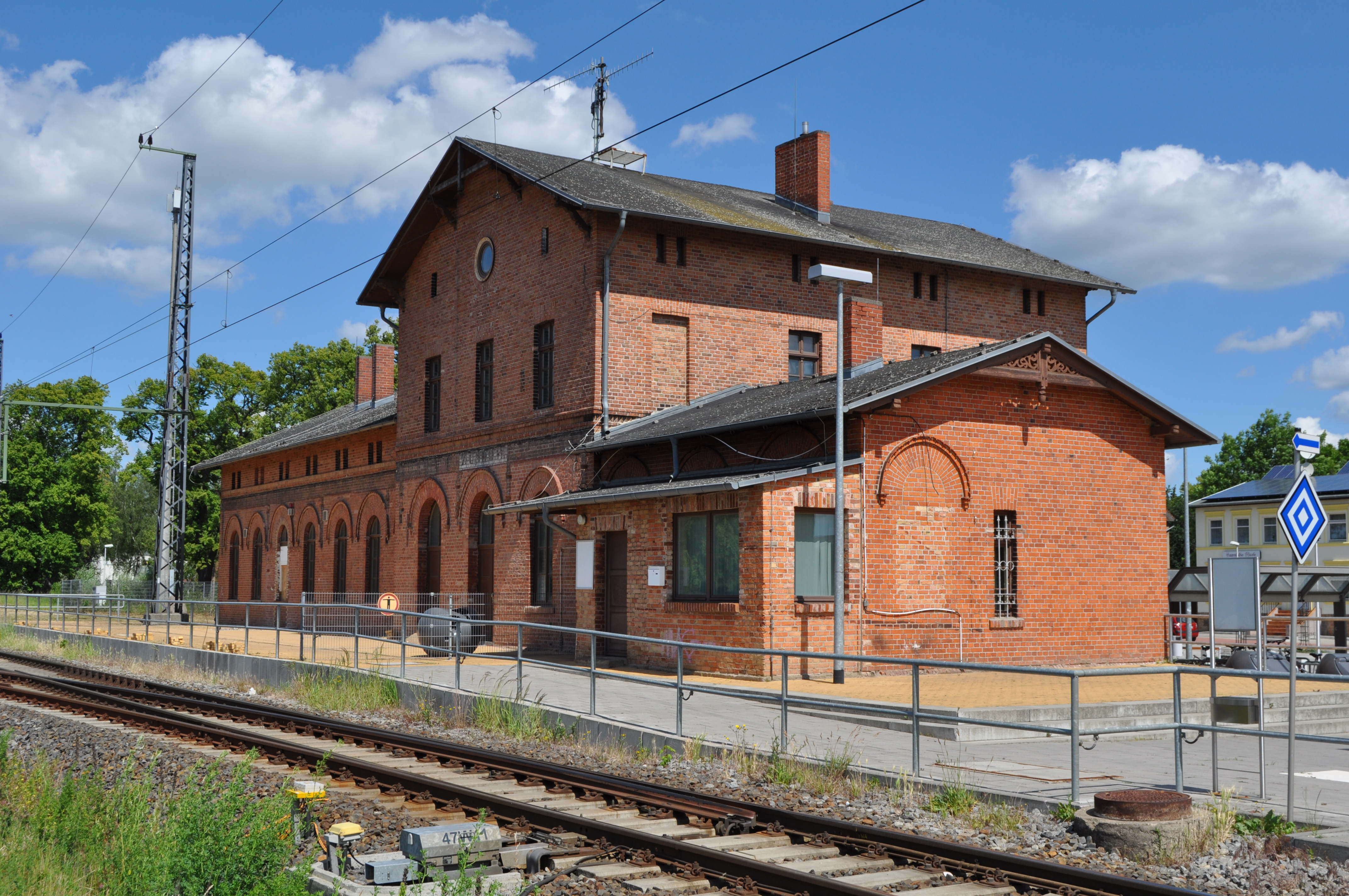
Bahnhof Züssow 2012 ohne Bahnsteigdach
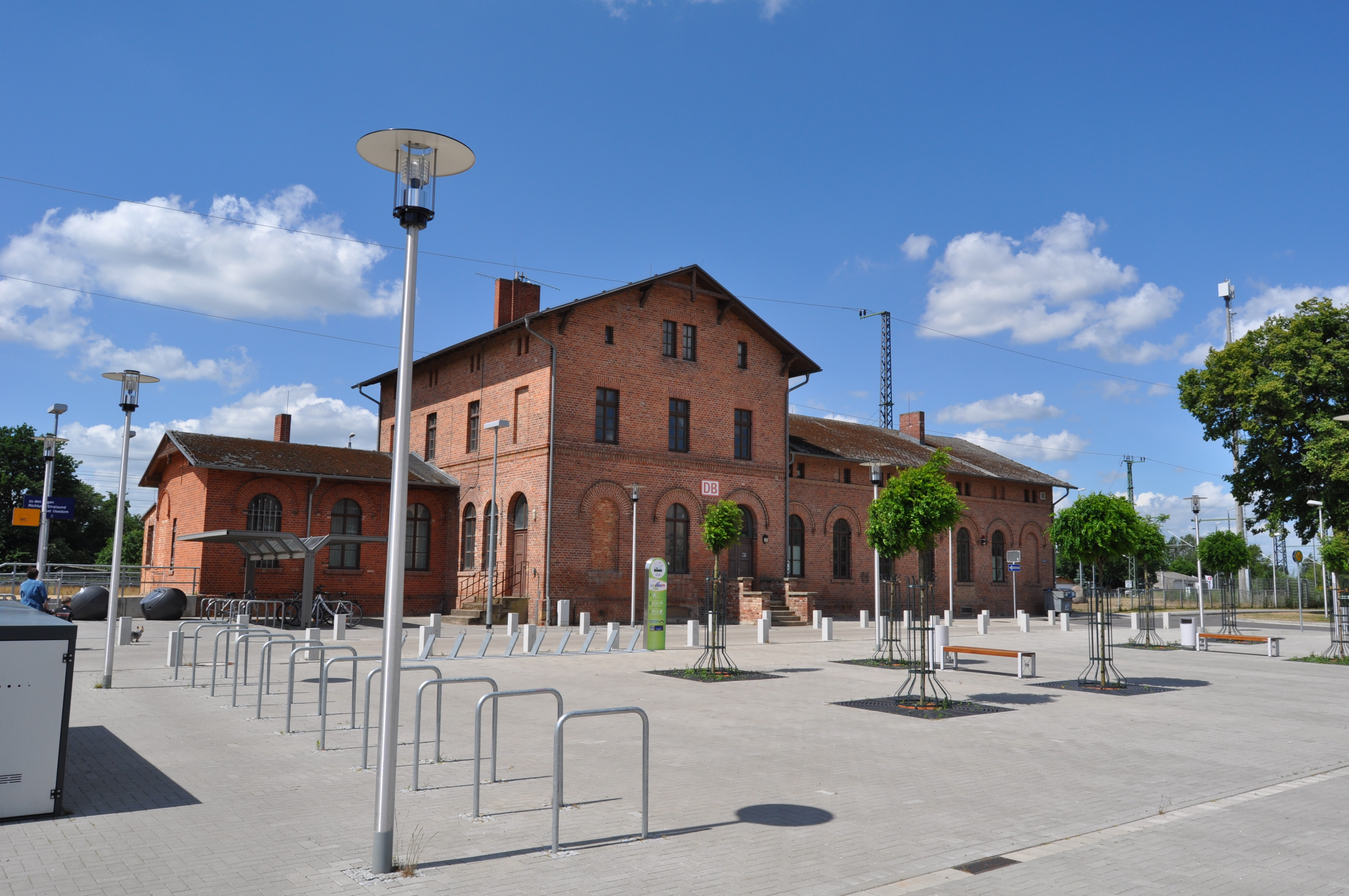
Der neu gestaltete Bahnhofsvorplatz 2012
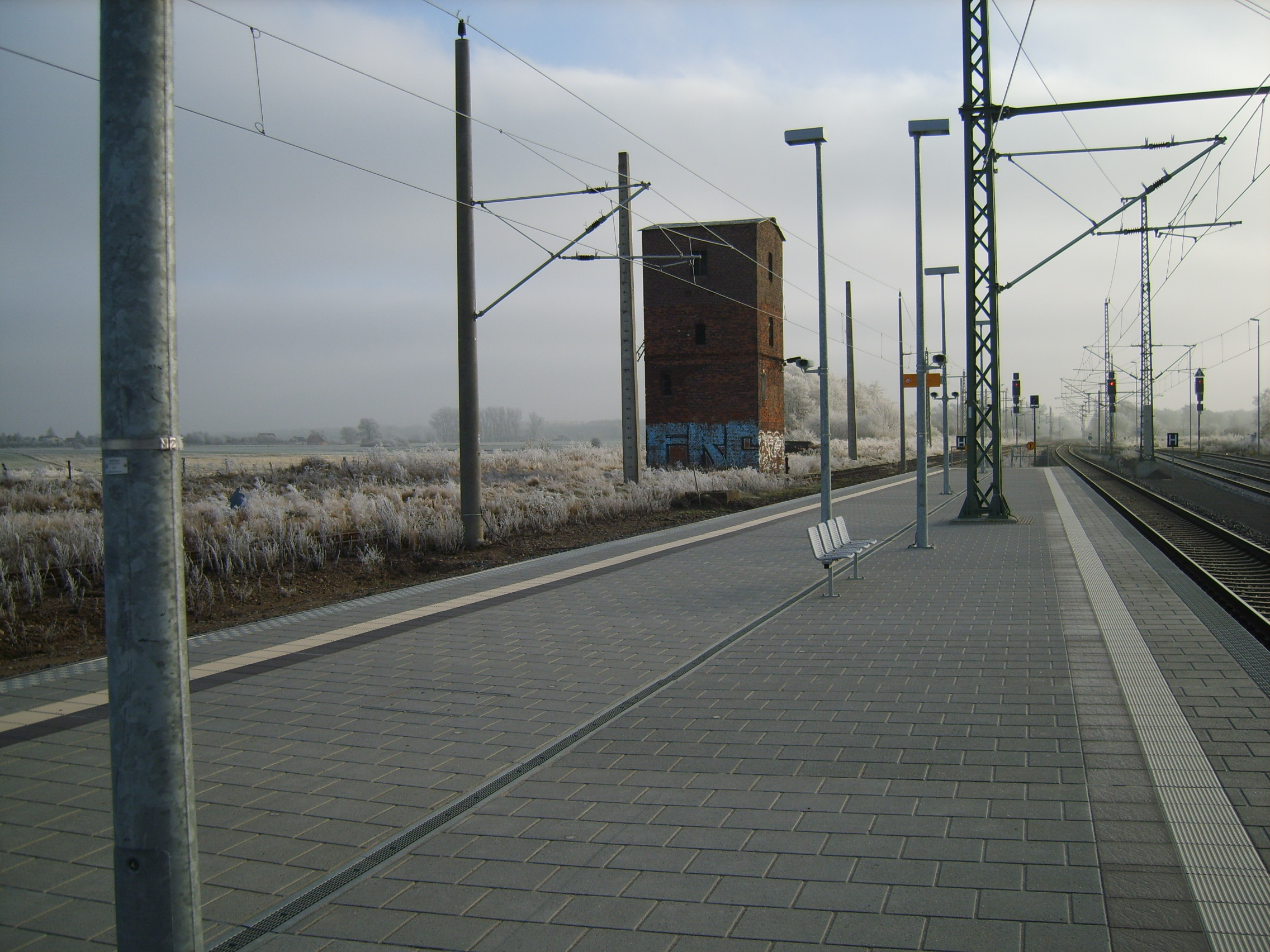
Bahnsteige von Züssow (neu), hinten alter Stellwerksturm
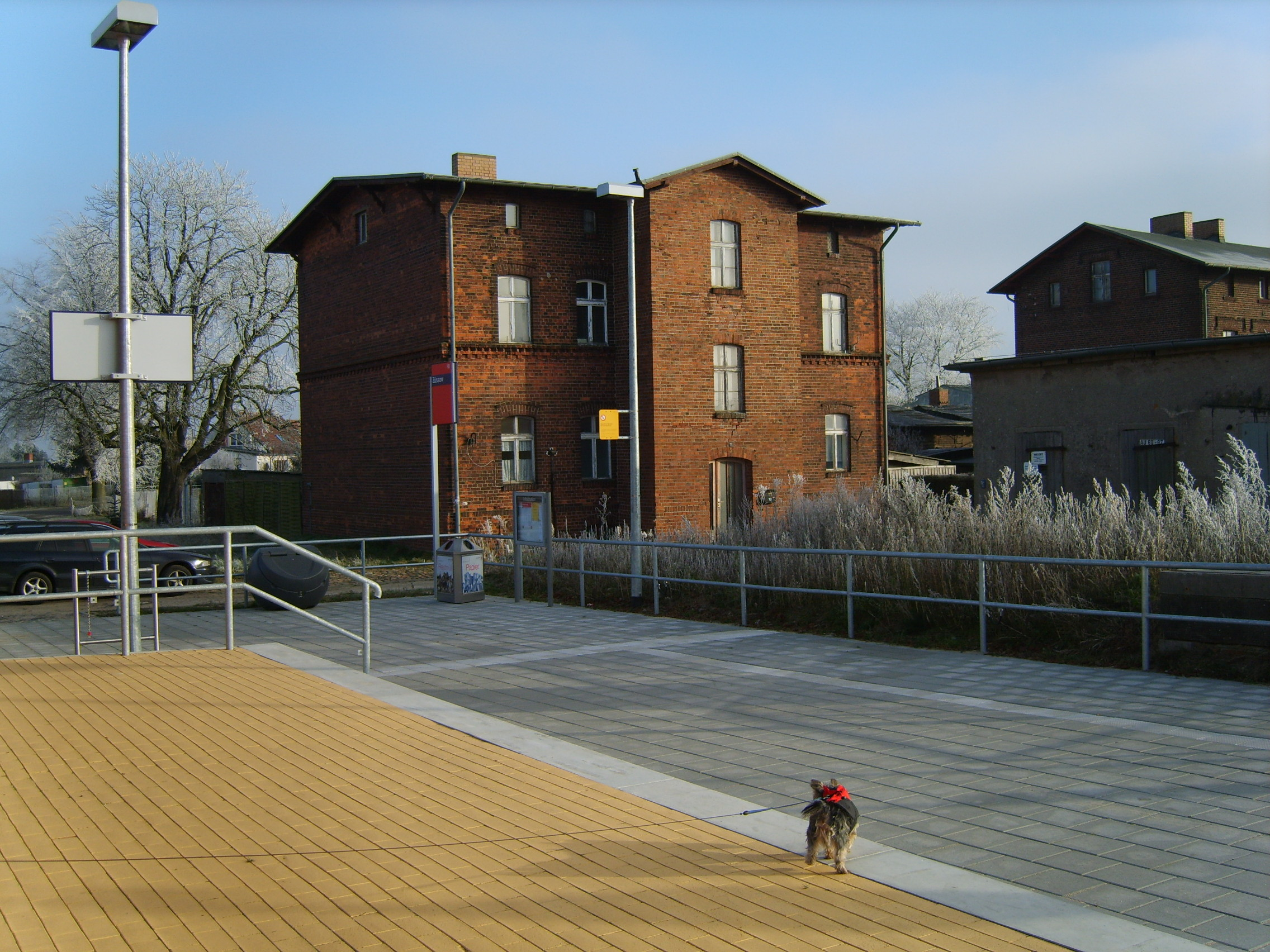
Bahnarbeiterwohnhäuser in Züssow
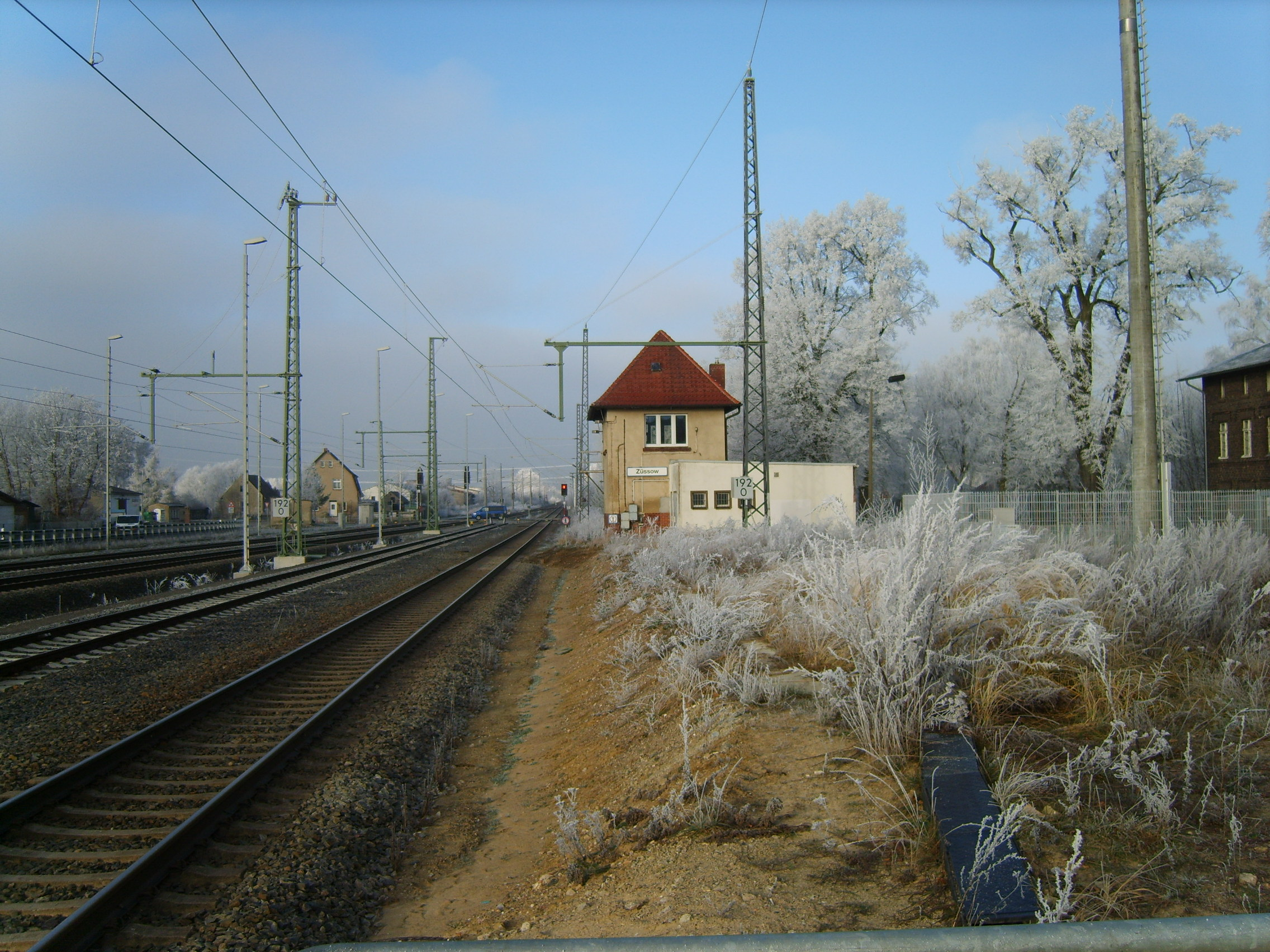
Stellwerk (1960) von Züssow – nach 2008 abgerissen

## Anlagen

### Bahnsteige und Gleise
Bevor der Bahnhof mit elektronischer Stellwerkstechnik ausgestattet wurde, gab es vier Hauptgleise mit einer Gesamtlänge von 2215 Metern. Hinzu kamen acht Nebengleise, die insgesamt 2145 Meter lang waren. Drei Hauptgleise hatten einen Bahnsteig. Deren Nutzlänge lag zwischen 270 und 325 Metern. Die Gesamtlänge aller im Bahnhof verlaufenden Gleisen lag bei 6700 Metern. Die Bäuerliche Handelsgenossenschaft und ein volkseigener Getreidehandel hatten ein Anschlussgleis zum Bahnhof. Das 310 Meter lange Gleis befand sich am nördlichen Ende der Station.

### Empfangsgebäude
Das zu Zeiten der Berlin-Stettiner Eisenbahngesellschaft entstandene Empfangsgebäude beherbergte eine gut gehende Bahnhofsgaststätte sowie Diensträume für das Aufsichtspersonal und den Fahrkartenverkauf. Einst gehörte eine Gepäck- und Expressgutabfertigung dazu sowie eine Fahrrad- und Gepäckaufbewahrung. Es bestand für die Reisenden zeitweise die Möglichkeit, an der Bahnhofsgaststätte über einen Kioskverkauf während der Haltepausen einiger Züge Speisen, Getränke und Zeitungen zu erwerben. Es hielten so gut wie alle Fernzüge auf dem Weg nach Stralsund in Züssow, was heute auch noch der Fall ist.

### Güterverkehrsanlagen
Auf der westlichen Seite des Bahnhofs verläuft eine Ladestraße, die zur Güterabfertigung, Stückguthalle und Laderampe führte. Züssow verfügte über die vollen Abfertigungsbefugnisse für Personen-, Expressgut- und Güterverkehr. Die Gleiswaage hatte eine Tragfähigkeit von 35 Tonnen.

### Weitere Anlagen
Der Öffentlichkeit stand ein Bahntelegraf zur Verfügung.

## Verkehrsanbindung
Der Bahnhof wird sowohl vom ICE der DB Fernverkehr als auch von Nahverkehrszügen von DB Regio und ODEG bedient. Der erste ICE-Zug hielt am 27. März 2011 in Züssow, er ist der bundesweit kleinste Ort mit ICE-Anbindung.
| Linie                    | Linienverlauf | Takt (min)                                                 |
| ------------------------ | --- | ---------------------------------------------------------- |
| ICE 15                   | (Ostseebad Binz –) Stralsund – Greifswald – Züssow – Eberswalde – Berlin (– Halle – Erfurt – Frankfurt (Main))             | einzelne Züge                                              |
| ICE 28                   | (Ostseebad Binz –) Stralsund – Greifswald – Züssow – Eberswalde – Berlin (– Leipzig – Erfurt – München)                    | einzelne Züge                                              |
| RE 3                     | Stralsund – Greifswald – Züssow – Anklam – Pasewalk – Angermünde – Eberswalde – Berlin – Jüterbog – Lutherstadt Wittenberg | 120                                                        |
| RE 10                    | Rostock – Ribnitz-Damgarten – Velgast – Stralsund – Greifswald – Züssow – Anklam – Pasewalk                                | einzelne Züge (Rostock–Stralsund) 120 (Stralsund–Pasewalk) |
| RB 23                    | Züssow – Wolgast – Zinnowitz – Seebad Heringsdorf – Seebad Ahlbeck – Swinoujscie Centrum                                   | 060                                                        |
| Stand: 10. Dezember 2023 | |                                                            |